# 伊納夫 (密蘇里州)
伊納夫（英語：Enough）是位於美國密蘇里州艾昂縣的鬼鎮。

## 歷史
伊納夫的郵局於1916年設立，其後於1937年停運。

## 地理
伊納夫所處的海拔為高於海平面338米（即1109英呎），而該地所採用的時區為UTC-6，即北美中部時區（CST）。同時該地設有夏令時間，為UTC-6調快一小時，即UTC-5（CDT）。